# Porti della Cina

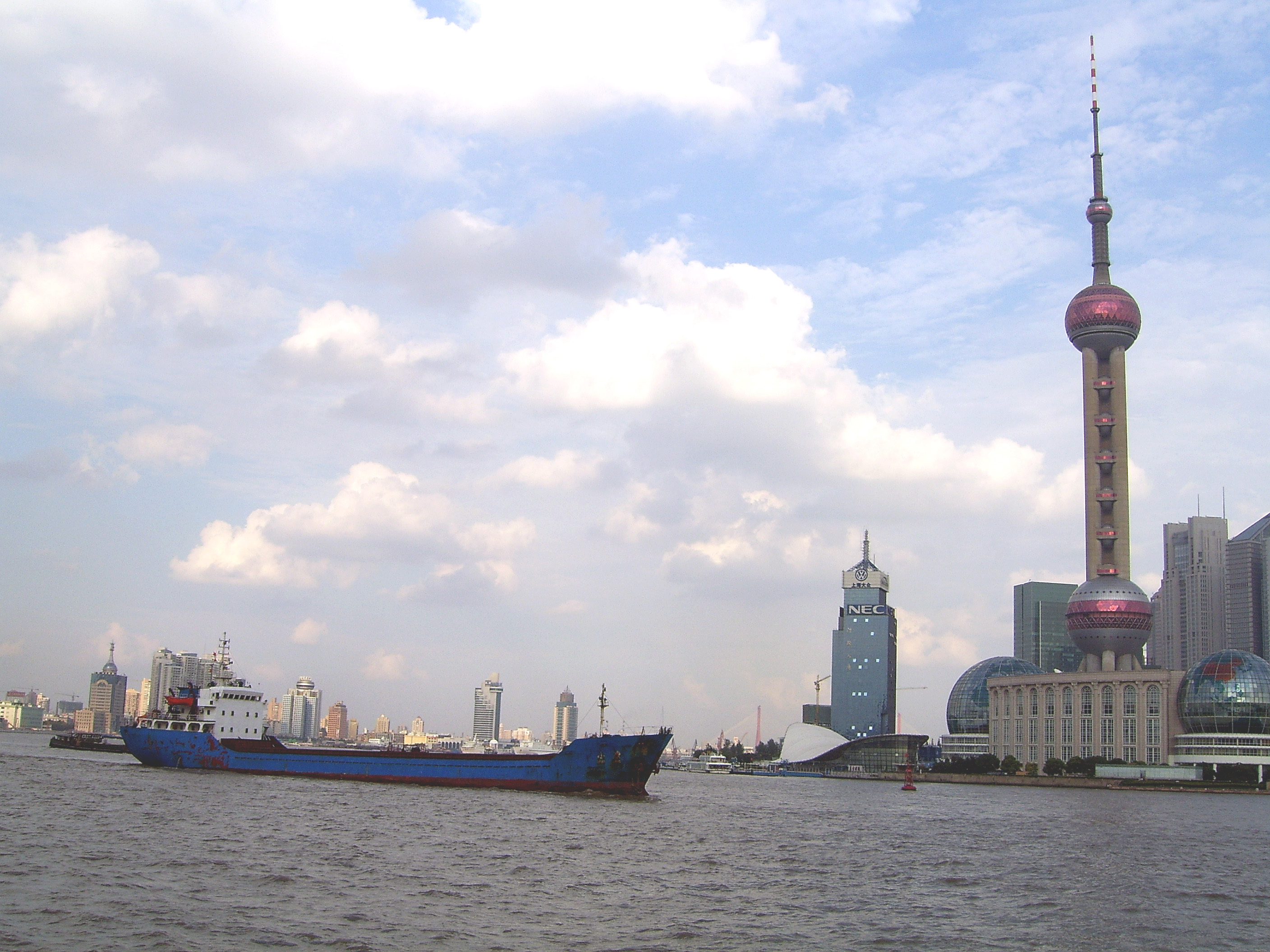
Una nave da carico nel distretto di Huangpu (Shanghai)

I porti della Cina rappresentano uno degli elementi fondamentali dell'economia di quel paese, che negli ultimi decenni ha sviluppato notevolmente i suoi scambi commerciali con l'estero, aumentando corrispondentemente anche i suoi investimenti nella logistica e nelle infrastrutture connesse, al punto che oggi la Cina è ai primi posti mel mondo per il traffico merci nei suoi porti. 
I porti costieri cinesi offrono infatti un'ampia gamma di servizi e soddisfano una pluralità di esigenze: consentono il trasporto di prodotti nazionali come il carbone e di materie prime importate essenziali come minerali ferrosi e grano; il transito di container; l'effettuazione di operazioni roll-on/roll-off tra il continente e le isole; e l'accesso al mare in acque profonde.
Nella costruzione dei porti, la Cina ha rafforzato in particolare il sistema di trasporto mediante container, concentrandosi sulla realizzazione di un gruppo di banchine per container in acque profonde a Dalian, Tianjin, Qingdao, Shanghai, Ningbo, Xiamen e Shenzhen, e ponendo così le basi per gli snodi container della Cina. Un nuovo porto in acque profonde è stato aperto a Yangshan, a sudovest di Shanghai.
Anche il sistema di trasporto del carbone è stato ulteriormente rafforzato con la costruzione di numerose banchine dedicate. In aggiunta, sono state ricostruite o ampliate le banchine che si occupano delle importazioni di petrolio greggio e di minerali ferrosi.
Secondo i dati dell'Istituto nazionale di statistica della Cina, alla fine del 2013, i principali porti costieri del paese avevano un totale di 5.761 ormeggi di dimensioni medie o superiori, di cui 1.724 erano ormeggi nella classe delle 10.000 tonnellate. I volumi di merci trattati da questi scali superavano i 7,28 miliardi di tonnellate all'anno.

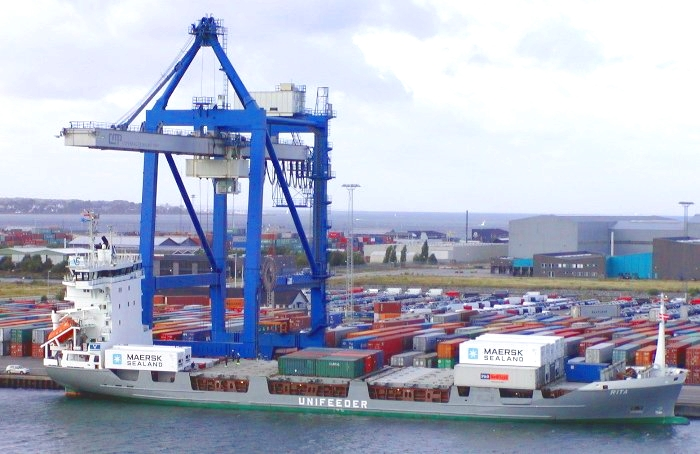
Caricamento di una nave container

È però soprattutto nella gestione dei container che il sistema logistico e portuale cinese ha compiuto i maggiori progressi, sotto il profilo sia delle infrastrutture che dei servizi offerti, e si presenta oggi senza alcun dubbio come il più avanzato del mondo. In base alla classifica pubblicata dal World Shipping Council, nel 2013 tra i primi 10 porti container mondiali ben 7 erano cinesi. Al primo posto figurava Shanghai, con un volume di traffico merci annuo pari a 33,62 milioni di TEU, seguita da Shenzhen (3ª, 23,28 milioni di TEU), Hong Kong (4ª, 22,35 milioni di TEU), Ningbo-Zhoushan (6ª, 17,33 milioni di TEU), Qingdao (7ª, 15,52 milioni di TEU), Guangzhou (8ª, 15,31 milioni di TEU) e Tianjin (10ª, 13,01 milioni di TEU). A questi si aggiungono i porti di Dalian (12ª, 10,86 milioni di TEU), Xiamen (18ª, 8,01 milioni di TEU), Lianyungang (26ª, 5,49 milioni di TEU) e Yingkou (29ª, 5,30 milioni di TEU). Per dare un termine di paragone, basti pensare che nella stessa classifica Rotterdam, il primo porto europeo, occupa solo l'11ª posizione con un traffico annuo di 11,62 milioni di TEU, mentre Gioia Tauro, il primo (e unico) porto italiano, si colloca al 44º posto con 3,09 milioni di TEU.
130 dei circa 2.000 porti della Cina sono aperti alle navi straniere. I principali porti marittimi sono (in ordine alfabetico) Dalian, Ningbo, Qingdao, Qinhuangdao, Shanghai, Shenzhen e Tianjin. Tra i porti fluviali il più importante è Guangzhou (Pearl), mentre per quanto riguarda i terminali di rigassificazione sono da segnalare Putian, Shanghai e Shenzhen.

## Principali porti divisi per provincia

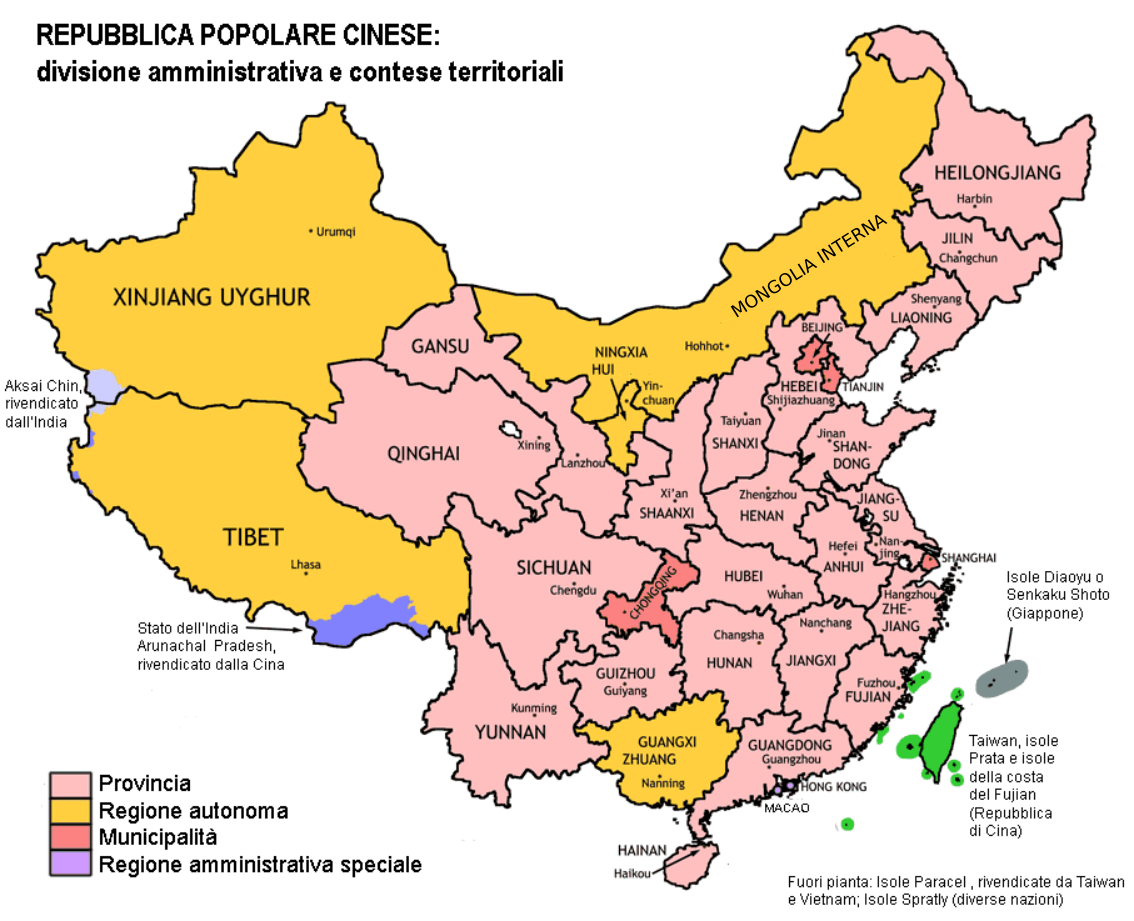
Carta della Cina con le varie suddivisioni amministrative

### Fujian
- Porto di Quanzhou
- Porto di Xiamen

### Guangdong
- Guangzhou
- Porto di Rongqi
- Porto di Shantou
- Porto di Shenzhen
- Porto di Shunde
- Porto di Zhanjiang

### Hainan
- Nuovo porto di Haikou
- Porto di Haikou Xiuying
- Porto di Macun
- Port di Yangpu

### Hebei
- Porto di Qinhuangdao

### Hong Kong
- Aberdeen (Hong Kong)
- Crooked Harbour
- Double Haven
- Gin Drinkers Bay
- Hongkong International Terminals Ltd.
- Hebe Haven
- Holt's Wharf
- Inner Port Shelter
- Kwai Tsing Container Terminals
- Long Harbour (Hong Kong)
- Modern Terminals Limited
- Mun Tsai Tong
- Porto di Hong Kong
- River Trade Terminal
- Rocky Harbour (Hong Kong)
- Porto Shelter
- Starling Inlet
- Tai Tam Harbour
- Terminale container 9
- Three Fathoms Cove
- Tolo Harbour
- Tsing Yi Tong
- Victoria Harbour

### Jiangsu
- Porto di Changshu Xinghua
- Porto di Suzhou

### Liaoning
- Porto di Dalian
- Porto di Jinzhou
- Porto di Yingkou

### Macao
- Porto container di Macao
- Porto di Kai Ho

### Shandong
- Porto di Qingdao
- Porto di Weihai
- Porto di Yantai
- Terminale container di Qingdao Qianwan

### Shanghai
- Porto di Shanghai
- Porto di Yangshan

### Tientsin
- Porto di Tientsin

### Zhejiang
- Distretto di Beilun
- Porto di Ningbo